# یالبوتینا
یالبوتینا (به بلغاری: Yalbotina) یک منطقهٔ مسکونی در بلغارستان است که در استان صوفیه واقع شده‌است.